# Evžen Bruntálský z Vrbna
Evžen Bruntálský z Vrbna (německy Eugen von Wrbna-Freudenthal; 25. března, uvádí se též datum 20. března 1822 Vídeň – 21. ledna 1882 Vídeň) byl česko-rakouský šlechtic a generálmajor císařské armády. Pocházel z rodu Bruntálských z Vrbna

## Život

### Původ a rodina
Evžen Bruntálský z Vrbna se narodil jako nejmladší potomek tajného rady a nejvyššího císařského štolby, hraběte Evžena Dominika Bruntálského z Vrbna (4. září 1786 Vídeň – 24. března 1848 Vídeň) a jeho manželky hraběnky Barbory Erdődyové (14. února 1793 Vídeň – 9. ledna 1858 Neapol), dcery Karla Michaela Erdödyho z Monyorókeréku-Monoszló (1770–1833). Měl šest sourozenců.
Tchán jeho sestry Marie Terezie (1. dubna 1812 Vídeň – 12. března 1890 Vídeň) byl skutečný tajný rada a pokladník Antonín Bedřich Mitrovský z Mitrovic. Jeho sestra Karolína (11. prosince 1815 Vídeň – 18. října 1843 Křimice) byla provdána za průmyslníka Jana Karla z Lobkovic (1799–1878).
Jeho dědeček byl nejvyšší císařský komorník Rudolf Jan Bruntálský z Vrbna (1761–1823).
Bruntálský z Vrbna zůstal po celý život svobodný.

#### Vojenská kariéra
Evžen Bruntálský z Vrbna vstoupil v mladém věku jako voják do císařské armády a v roce 1844 byl povýšen na poručíka I. pluku koburských hulánů.
Brzy postupoval v hodnostech, stal se kapitánem, poté majorem a v roce 1850 podplukovníkem u I. husarského pluku císaře Františka.
1. března 1859 byl povýšen na generálmajora a brigádního generála v I. pěším armádním sboru  Po několikaletém přerušení služby převzal velení brigády III. armádního sboru ve Štýrském Hradci a v roce 1866 odešel z aktivní služby.
Evžen Bruntálský z Vrbna se vyznamenal také během italských válek za nezávislost v červenci 1848, kdy se mu i přes nepříznivý terén po rychlém útoku podařilo zajmout 75 nepřátel včetně štábního důstojníka a 6 vyšších důstojníků.
Později byl jmenován c.k. komořím a stal se spolumajitelem panství Velká Střelná na Moravě 

## Řády a čestná ocenění
Evžen Bruntálský z Vrbna za své nasazení během italských válek za nezávislost obdržel nejprve Vojenský záslužný kříž, poté Řád železné koruny III. třídy s válečnou dekorací. V roce 1849 obdržel Řád za zásluhy Bavorské koruny stupeň komtura, dne 28. května 1851 velkovévodský hesenský řád krále Ludvíka (komandér I. třídy)  a 1853 belgický řád krále Leopolda.
Obdržel ještě další ocenění, toskánské a parmské, ruské, řád Bílého orla II. třídy s diamanty a pruský řád Červené orlice druhé třídy s meči.